# 被抓走的安德洛玛刻

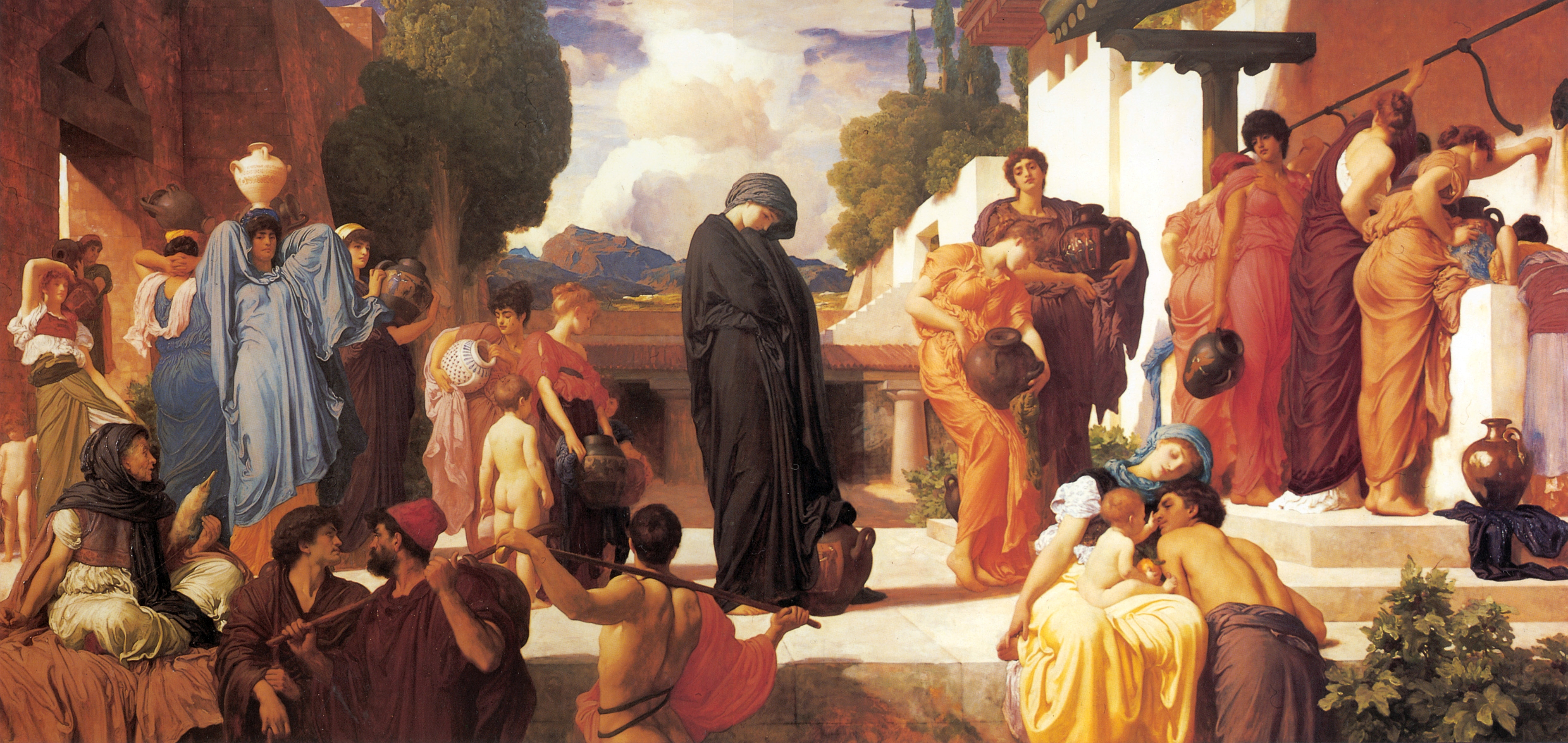
《被抓走的安德洛玛刻》，弗雷德里克·雷顿 ， 1888

《被抓走的安德洛玛刻》（Captive Andromache）是英国画家弗雷德里克·雷顿的一幅油画，197 cm × 407 cm ，创作于1888年。 题材取自荷马的《伊利亚特》。 1889年，曼彻斯特市议会以4,000英镑从艺术家手中购买。现藏于曼彻斯特美术馆。